# Alto Verde (Mendoza)
Alto Verde es una localidad ubicada en el departamento San Martín de la provincia de Mendoza, Argentina. 
Existen dos distritos denominados Alto Verde y limítrofes entre sí, una en el departamento San Martín y otra en el Departamento Junín. 
La villa se ubica 1 km al sur de la Ruta Provincial 50, y 7 km al este de San Martín. Se desarrolló a partir de la estación Alto Verde del Ferrocarril Buenos Aires al Pacífico, inaugurada en 1860.
El grupo Peñaflor cuenta con importantes viñedos en la zona.
Hay asimismo un grupo de lagunas artificiales alimentadas por el embalse El Carrizal. Sus tierras pertenecieron a Juan Agustín Maza y que fuera Diputado por Mendoza al Congreso de Tucumán.
La estancia de nombre Alto Grande aún perdura.